# Устье-Бассы
Устье-Бассы, Устье Басы (баш. Баҫыутамаҡ — устье Басу) — деревня в Тавакачевском сельсовете Архангельского района Республики Башкортостан России.
Находится на левом берегу реки Инзер.

## История
Одно из латышских поселений Архангельского района.
Историк сел и деревень Башкортостана А.3. Асфандияров писал:
«Сегодняшние латышские деревни и поселки Горный, Победа, Красная Горка, Устье-Бассы возникли на местах тех же хуторов, основанных в конце XIX в.».

## Население
| 2002 | 2009 | 2010 |
| ---- | ---- | ---- |
| 7    | ↗9   | ↗22  |

Национальный состав
Согласно переписи 2002 года, преобладающие национальности — русские (28 %), башкиры (43 %).
По данным на 1981 г. основное население деревни составляли латыши.

## Географическое положение
Находится при впадении р. Басу в Инзер, отсюда башкирское называние, скалькированное в русском языке как Устье Басы.
Расстояние до:
- районного центра (Архангельское): 9 км,
- центра сельсовета (Тавакачево): 16 км,
- ближайшего остановочного пункта (ост. пункт 36 км ): 2,3 км.